# Акімов Джеппар Акімович
Джеппар (Джеббар) Акімович Акімов (крим. Cebbar Akim oğlu Akimov; 15 травня 1909, Тувак, Таврійська Губернія — 21 липня 1983, Бекабад, Узбецька РСР) — кримськотатарський педагог і редактор газети «Къызыл Къырым» («Червоний Крим»), один із засновників та організаторів Національного руху кримських татар, лідер Бекабадської ініціативної групи кримських татар, автор багатьох документів руху. За загальним свідченням учасників руху, він був в числі тих небагатьох, хто стояв біля його витоків. Радянський дисидент.

## Біографія
Джеббар Акімов народився в 1909 році в кримському селі Туак (Тувак), нині Рибаче, Крим. Отримав педагогічну освіту, до початку війни працював у школах та в Наркомпросі Кримської АРСР, потім редактором КрымГИЗі й в газеті «Къызыл Къырым» (Червоний Крим). У 1939 році вступив у лави ВКП(б). До приходу німецьких військ у Крим, за рішенням партійних органів, Акімов евакуйований з призначенням головним редактором газети «Къызыл Къырым» в евакуації.

### Друга світова війна та депортація
У 1942 році за рішенням партії був закинутий в Крим до партизан, щоб вести пропагандистську роботу кримськотатарською мовою. Однак у травні 1944 року, незважаючи на всі заслуги, разом із усім кримськотатарським народом був депортований до Узбекистану за звинуваченням в колабораціонізмі. Спочатку в місці депортації працював заступником начальника Фархадської залізниці по політчастині, а пізніше економістом-плановиком у різних установах.

### Початок Національного руху кримських татар
Акімов стає постійним учасником зустрічей кримських татар у Середній Азії та в Москві.
У 1966 році входить в делегацію з шістдесяти п'яти представників кримсько-татарського народу, уповноважених для вручення XXIII з'їзду КПРС звернення, в Москву. У тому ж 1966 році Джеббара Акімова виключають із КПРС «за націоналістичну пропаганду серед кримських татар і розпалювання національної ворожнечі». У довідці Прийомної Президії Верховної Ради СРСР (січень 1967 року) Акімова назвали «найбільш активним прихильників повернення до Криму»: «На бесіді в Бекабадському міськкомі у квітні 1966 року Акімов заявив, що буде продовжувати діяти до тих пір, поки не доб'ється організованого повернення татар до Криму». У жовтні 1966 року виключений з членів КПРС.
Незабаром після наради Акімов був заарештований. Приводом для порушення справи стали вивішені 18 травня 1972 року траурні прапори з текстом «18 травня — день виселення кримських татар із батьківщини».
Засуджений до трьох років виправної колонії за ст. 190-1 КК РРФСР (поширення завідомо неправдивих вигадок, що порочать радянський державний і суспільний лад). Покарання відбував у колонії в Іркутській області.

### Смерть
Джеппар Акімов помер 22 липня 1983 року далеко від батьківщини в узбецькому місті Бекабад у віці 74 років. Тяжко хворий, він давав поради молодим учасникам кримськотатарського національного руху — про те, як продовжувати боротьбу за повернення в Крим.

## Пам'ять
У 2009 році до сторіччя з дня народження Джеппара Акімова в Криму пройшли пам'ятні заходи на його честь, а на будівлі «Кримдержвидаву», де до війни працював Акімов була відкрита меморіальна дошка з його ім'ям.
У той же день відбувся вечір пам'яті в приміщенні мусульманської громади «Баттал Челебі». Захід було організовано за ініціативою Ради старійшин кримсько-татарського народу «Намус». У заході взяли участь ветерани та активісти кримськотатарського національного руху, соратники Джеппара Акімова у боротьбі за повернення кримських татар на Батьківщину.